# Relativna magnetska permeabilnost
Relativna magnetska permeabilnost (oznaka μr)) je fizikalna veličina koja opisuje magnetsku propusnost tvari u odnosu na magnetsku permeabilnost vakuuma; količnik je magnetske permeabilnosti μ i magnetske permeabilnosti vakuuma μ0, to jest:
{\displaystyle \mu _{r}={\frac {\mu }{\mu _{0}}}}
Mjerna je jedinica relativne magnetske permeabilnosti broj jedan (1).
Relativna magnetska permeabilnost dijamagnetičnih tvari nešto je manja od 1, na primjer relativana je magnetska permeabilnost vode 0,999991, srebra 0,9999975, bakra 0,999994. Relativna magnetska permeabilnost paramagnetičnih tvari nešto je veća od 1, na primjer platine 1,000265, aluminija 1,0000082, zraka 1,00000037, a relativna magnetska permeabilnost feromagnetičnih tvari značajno je veća od 1, na primjer relativna je magnetska permeabilnost čistog željeza 5 000, a mi-metala (slitina od 77% nikla, 16% željeza, 5% bakra, 2% kroma ili molibdena) 50 000 do 80 000.

## Magnetska permeabilnost
Magnetska permeabilnost je elektromagnetska osobina materijala koja pokazuje intenzitet magnetizacije tijela kada su ona izložena vanjskim magnetskom polju. Magnetska permeabilnost se označava grčkim slovom mi (μ). Pojam magnetska permeabilnost osmislio je Oliver Heaviside 1885. U jedinicama SI sustava, permeabilnost se izražava u Henrijima po metru (H/m), ili u Newtonima po Amperu na kvadrat (N/A2) ili Volt · sekunda na Amper · metar {Vs/Am}. 
Magnetska permeabilnost vakuuma ili univerzalna magnetska konstanta  (znak {\displaystyle \mu _{0}}) je prirodna konstanta magnetske permeabilnosti za vakuum, koja iznosi: {\displaystyle \mu _{0}}= 4π · 10–7 H/m ili {\displaystyle \mu _{0}} = 12.566370614 · 10–7 N/A². Jednaka je recipročnoj vrijednosti umnoška dielektrične permitivnosti vakuuma ε0 i kvadrata  brzine svjetlosti c u vakuumu: μ0 = 1/(ε0c2).
Dielektrična permitivnost vakuuma, permitivnost vakuuma, dielektričnost vakuuma ili dielektrična konstanta vakuuma (znak ε0) je prirodna konstanta koja je jednaka recipročnoj vrijednosti umnoška magnetske permeabilnosti vakuuma μ0 i kvadrata brzine svjetlosti c u vakuumu: ε0 = 1/(μ0c2) = 8.854187817 · 10–12 F/m.

## Vrijednosti za neke materijale
| Materijal                                    | Susceptibilnost χm (volumetrijski SI) | Permeabilnost μ [H/m]     | Relativna permeabilnost μ/μ0 | Magnetsko polje | Frekvencija (max.) |
| -------------------------------------------- | ------------------------------------- | ------------------------- | ---------------------------- | --------------- | ------------------ |
| Metglas                                      |                                       | 1,26 · 100                | 1 000 000                    | kod 0.5 T       | 100 kHz            |
| Željezo (99,95% čisto Fe normalizirano u H)  |                                       | 2,5 · 10-1                | 200 000                      |                 |                    |
| Nanoperm                                     |                                       | 1,0 · 10-1                | 80 000                       | kod 0,5 T       | 10 kHz             |
| Mu-metal                                     |                                       | 2,5 · 10-2                | 20 000                       | kod 0.002 T     |                    |
| Mu-metal                                     |                                       | 6,3 · 10-2                | 50 000                       |                 |                    |
| Kobalt-željezo (trake visoke permeabilnosti) |                                       | 2,3 · 10-2                | 18 000                       |                 |                    |
| Permalloy                                    | 8 000                                 | 1,0 · 10-2                | 8 000                        | kod 0,002 T     |                    |
| Željezo (99,8% čisto)                        |                                       | 6,3 · 10-3                | 5 000                        |                 |                    |
| Električarski čelik                          |                                       | 5,0 · 10-3                | 4 000                        | kod 0,002 T     |                    |
| Feritični nehrđajući čelik (normaliziran)    |                                       | 1,26 · 10-3 - 2,26 · 10-3 | 1 000 – 1 800                |                 |                    |
| Martenzitni nehrđajući čelik (normaliziran)  |                                       | 9,42 · 10-4 - 1,19 · 10-3 | 750 – 950                    |                 |                    |
| Ferit (manganski cink)                       |                                       | > 8,0 · 10-4              | 640 (ili više)               |                 | 100 kHz ~ 1 MHz    |
| Ferit (niklov cink)                          |                                       | 2,0 · 10-5 - 8,0 · 10-4   | 16 – 640                     |                 | 100 kHz ~ 1 MHz    |
| Ugljični čelik                               |                                       | 1,26 · 10-4               | 100                          | kod 0,002 T     |                    |
| Nikal                                        |                                       | 1,26 · 10-4 - 7,54 · 10-4 | 100 – 600                    | kod 0,002 T     |                    |
| Martenzitni nehrđajući čelik (kaljen)        |                                       | 5,0 · 10-5 - 1,2 · 10-4   | 40 – 95                      |                 |                    |
| Austenitni nehrđajući čelik                  |                                       | 1,26 · 10-6 - 8,8 · 10-6  | 1,003–7                      |                 |                    |
| Neodimijev magnet                            |                                       | 1,32 · 10-6               | 1,05                         |                 |                    |
| Platina                                      |                                       | 1,25697 · 10-6            | 1,000265                     |                 |                    |
| Aluminij                                     | 2,22 · 10-5                           | 1,256665 · 10-6           | 1,000022                     |                 |                    |
| Drvo                                         |                                       | 1,25663760 · 10-6         | 1,00000043                   |                 |                    |
| Zrak                                         |                                       | 1,25663753 · 10-6         | 1,00000037                   |                 |                    |
| Beton (suhi)                                 |                                       |                           | 1                            |                 |                    |
| Vakuum                                       | 0                                     | 4π × 10−7 (μ0)            | 1 (točno, po definiciji)     |                 |                    |
| Vodik                                        | -2,2 · 10-9                           | 1.2566371 · 10-6          | 1,0000000                    |                 |                    |
| Teflon                                       |                                       | 1,2567 · 10-6             | 1,0000                       |                 |                    |
| Safir                                        | -2.1 · 10-7                           | 1.2566368 · 10-6          | 0.99999976                   |                 |                    |
| Bakar                                        | -6,4 · 10-6 ili -9,2 · 10-6           | 1,256629 · 10-6           | 0,999994                     |                 |                    |
| Voda                                         | -8,0 · 10-6                           | 1,256627 · 10-6           | 0,999992                     |                 |                    |
| Bizmut                                       | -1,66 · 10-4                          | 1,25643 · 10-6            | 0,999834                     |                 |                    |
| Supravodič                                   | −1                                    | 0                         | 0                            |                 |                    |